# Bankier van het verzet
Bankier van het verzet is een Nederlandse film uit 2018 van Joram Lürsen over de verzetsstrijders en bankiers Walraven van Hall en zijn broer Gijsbert van Hall, die in de Tweede Wereldoorlog de financiering van het verzet verzorgden. De première vond plaats op 8 maart 2018, in bijzijn van prinses Beatrix.

## Rolverdeling
| Acteur                | Personage                             |
| --------------------- | ------------------------------------- |
| Hoofdrollen           |                                       |
| Jacob Derwig          | Gijs van Hall                         |
| Barry Atsma           | Walraven van Hall                     |
| Pierre Bokma          | NSB-leider Meinoud Rost van Tonningen |
| Fockeline Ouwerkerk   | Tilly van Hall                        |
| Raymond Thiry         | Van den Berg                          |
| Matteo van der Grijn  | Huub                                  |
| Jaap Spijkers         | Ritter                                |
| Bijrollen             |                                       |
| Daan Aufenacker       | Bankier De Nederlandsche Bank         |
| Christian Bronchart   | Ober                                  |
| Rob Das               | Kluisbewaker                          |
| Michel den Hartog     | SD-lijfwacht van Van Tonningen        |
| Allard Geerlings      | Geheim agent/parachutist              |
| Raymond Paardekooper  | Rotterdams verzetslid                 |
| Filip Hellemans       | SD'er                                 |
| Tom Magnus            | SD'er                                 |
| Peter Rene            | Arbeider                              |
| Huug van Tienhoven    | Magere man                            |
| Jochum ten Haaf       | Jaap Buijs                            |
| Bart van der Schaaf   | Bankier Collenteur                    |
| Luuk van Leeuwen      | Verzetslid                            |
| Violette Vandervelden | Marleen van Hall                      |
| Roman Derwig          | Gijsbert van Hall Junior              |
| Ali Zijlstra          | Jeanette Veenstra                     |
| Nick Vorsselman       | Geëxecuteerde gevangene               |
| Aafke Buringh         | Emma van Hall                         |

## Verhaallijn
De film wordt gepresenteerd met als verteller Gijs van Hall. Hij vertelt na afloop van de Tweede Wereldoorlog aan de Nederlandse overheid hoe hij en zijn broer Walraven het Nederlandse verzet gefinancierd hebben.
Walraven, schuilnaam 'Van Tuyl', weet door een geheime constructie met oude aandelen een leningensysteem te creëren: op een onopvallende wijze kunnen zijn financiële contacten lenen aan het verzet, met garantie van de Nederlandse overheid dat het bedrag wordt terugbetaald. De Van Halls zijn belangrijke oprichters van het Nationaal Steunfonds, dat de illegaliteit financieel ondersteunt.
Later worden tientallen miljoenen guldens de Nederlandsche Bank uitgesmokkeld: waardevolle schatkistpromessen worden vervangen door vervalsingen.
Ondertussen wordt jacht gemaakt op de verzetsleden en er vinden verschillende arrestaties plaats. Uiteindelijk wordt ook Walraven opgepakt en - na gemarteld en verhoord te zijn - geëxecuteerd.

## Verschillen met de werkelijkheid
Op verschillende punten wijkt de film af van de historische werkelijkheid.
- Dat betreft in de eerste plaats de bewering dat het NSF (Nationaal Steunfonds) het hele Nederlandse verzet zou hebben gefinancierd. Dit strookt niet met de feiten. Indertijd werden door NSF en LO (Landelijke Organisatie voor Hulp aan Onderduikers) afspraken gemaakt over de onderlinge taakverdeling. Volgens deze afspraken zou de NSF zich richten op hulp aan gezinnen die het zonder kostwinner moesten stellen, terwijl de LO de zorg voor elders verblijvende onderduikers en voor bij LO en LKP (Landelijke Knokploegen) betrokken verzetsmensen op zich nam.[2] De door de LO benodigde fondsen werden gevoed uit acties, kerk-collectes en allerlei andere initiatieven meer. Dit geeft een ander beeld van het verleden dan door de makers van de film werd geconstrueerd.

Daarnaast zijn er tal van andere incorrectheden:
- In de film vinden meer gewelddadige acties plaats dan realistisch is. Er wordt een marteling getoond waarvan onduidelijk is of deze heeft plaatsgevonden. Ook zijn er meer schietpartijen toegevoegd dan werkelijk het geval was. Ook is onbekend of Van Hall en Buijs gemarteld zijn; de film laat dit echter wel zien.
- Volgens de film had Meinoud Marinus Rost van Tonningen al vrij snel wantrouwen jegens een verzetsfinancieringsbeweging en een zekere 'Van Tuyl'; in werkelijkheid wist Rost van Tonningen hier niets vanaf.
- De filmrol van Gijs van Hall komt niet overeen met zijn historische rol. Waar hij in de film vaak Walraven wil weerhouden van verdere verzetsdaden, was de historische Gijs van Hall weliswaar voorzichtig, maar niet negatief tegenover verzetsdeelname. Bovendien was hij het die kwam met het plan om de promessen om te wisselen - niet Walraven, zoals het in de film wordt voorgesteld.
- In de film worden gevangenen gefusilleerd met een concentratiekamppak aan. Deze kleding werd echter niet buiten concentratiekampen gebruikt. Men werd in eigen kleding geëxecuteerd.
- In meerdere filmfragmenten wordt de rol van Joden verkeerd voorgesteld. Van Hall kwam niet in actie na de zelfmoord van een Joodse collega, maar na de Februaristaking van 1941. Ook is het onwaarschijnlijk dat Van Hall vanuit de trein een Jodentransport ziet passeren; dit werd door de Duitsers meestal nauwlettend buiten beeld gehouden.
- De locomotief van het Jodentransport betreft een naoorlogse diesellocomotief van het type NS 2200-2300, alsmede een andere trein die wordt getrokken door een naoorlogse Engelse diesellocomotief uit de serie 2000.
- Sommige scènes komen niet uit de geschiedenis van het Nationaal Steunfonds, maar gaan over de Stichting 1940-1945.

## Ontvangst
De eerste bioscoopavond dat de film draaide, kwamen er bijna achtduizend bezoekers. Na tien dagen waren dat er meer dan 100.000, wat een reden was voor het verkrijgen van een Gouden Film-status. Binnen vijf weken was de grens van 300.000 bezoekers gepasseerd.
Vrij Nederland noemde Bankier van verzet vanwege de historische fouten een 'historische kermis van bedenkelijk allooi'. Voor de Volkskrant was de historiciteit een minder groot probleem; de film werd getypeerd als 'spannend, versimpeld, maar prima vermaak'.
Bankier van het Verzet is in 2018 bekroond met vijf Gouden Kalveren: beste film, publieksprijs, beste production design voor Harry Ammerlaan, beste vrouwelijke bijrol voor Fockeline Ouwerkerk en beste acteur Jacob Derwig.